# Liebenburg
Liebenburg is een gemeente in de Duitse deelstaat Nedersaksen, en maakt deel uit van het Landkreis Goslar. Liebenburg telt 7.793 inwoners.
- Gemeinsame Normdatei: 4207080-6
- Virtual International Authority File: 242602281
- WorldCat: E39PCjMxyvTTYJ3xJVmwDPj7Xm

Altenau · Bad Harzburg · Braunlage · Clausthal-Zellerfeld · Goslar · Harz (gemeentevrij gebied) · Langelsheim · Liebenburg · Schulenberg im Oberharz · Seesen · Wildemann